# Milicia (Río de Janeiro)
Milicia es la designación genérica de las organizaciones paramilitares compuestas por ciudadanos comunes, armados o con el poder policial que teóricamente no integran las fuerzas armadas de un país.
Las milicias pueden ser organizaciones mantenidas parcialmente con recursos del Estado y en colaboración con organizaciones de carácter privado, muchas veces de legalidad dudosa. Pueden tener objetivos públicos de defensa nacional o de seguridad interna, o pueden actuar en la defensa de intereses particulares, con objetivos políticos y financieros.
En Río de Janeiro, el término milicia fue asociado a prácticas ilegales, generalmente son grupos formados en lugares urbanos pobres como viviendas de protección oficial localizadas en suburbios o en favelas bajo pretexto de combatir el narcotráfico. Sin embargo, se mantienen con los recursos financieros provenientes de la venta de protección de la población pobre (extorsión).
Son consideradas milicias todas las organizaciones de la administración pública subcontratada y que poseyendo una estructura militar, no pertenezcan a las Fuerzas Armadas ni a la policía de Brasil.
Las milicias de la ciudad de Río de Janeiro son grupos que controlan varias favelas. Están formadas por policía, bomberos, vigilantes de seguridad, funcionarios de prisiones y militares fuera de servicio o en activo. Muchos milicianos son habitantes de las favelas.
En principio con la intención de garantizar la seguridad contra traficantes, los milicianos pasaron a intimidar y a extorsionar a habitantes y a comerciantes, cobrándoles una tasa de protección.
Se trata de actividades tales como el transporte alternativo (que sirve a los suburbios), distribución de gas o instalación de conexiones ilegales de televisión por cable.
Según el Centro para la Investigación sobre la Violencia de la UERJ hasta que la operación en el Complejo de Alemão y Vila Cruzeiro, a finales de noviembre de 2010, las milicias dominaban el 41,5% de las 1.006 favelas de Río de Janeiro (mientras que el 55,9% estaban controladas por traficantes y un 2,6% por las Unidades de Policía Pacificadora).

## Historia
Las milicias existen en Río de Janeiro desde 1970 con el control de algunos barrios de la ciudad. Tienen sus orígenes en los escuadrones de la muerte durante la dictadura militar. Uno de los primeros casos conocidos es el de la favela Rio das Pedras, en la región de Jacarepaguá, donde los comerciantes locales se organizaron para pagar a la policía y no dejar que la comunidad fue tomada por los traficantes y otros delincuentes en 1979.
A comienzos del siglo XXI, estos grupos parapoliciales comenzaron a competir por las zonas controladas por las facciones del narcotráfico. En diciembre de 2006, según los informes, la milicia controla 92 de las más de mil favelas.

## Expansión
Los primeros informes sobre la expansión reciente y repentina de las milicias describieron la milicia como una forma alternativa de la seguridad, al proporcionar a las favelas la oportunidad de librarse de la dominación de las facciones de narcotraficantes. La acción de las milicias comenzó a ser informada en la prensa brasileña en 2005, cuando el diario "O Globo" informó que grupos encargados de la seguridad marcaron símbolos de tréboles de cuatro hojas, pinos, entre otros, en los hogares de los clientes con el fin de establecer cuáles de ellas casas estarían protegidos por cada grupo. Incluso hoy en día, este tipo de marca es controlada por los milicianos en los barrios pobres, y proporcionan un servicio que en teoría debería ser ofrecido de forma gratuita por el Estado.
Al principio, mucha gente de los barrios pobres dieron su apoyo, llegando a ser los líderes de la milicia elegidos para importantes cargos políticos como concejal. Comentaristas de los medios de comunicación, políticos e incluso el entonces alcalde César Maia, apoyaron a las milicias. César Maia incluso llegó a llamar "comunidad de autodefensa" y un "mal menor" que los traficantes.
Sin embargo, en poco tiempo las historias que surgieron en los barrios cambiaron esta imagen positiva. Las milicias sólo cuidan de los lugares con violencia y han mantenido su presencia exigiendo pagos semanales a los residentes para mantener la seguridad. Además, al igual que las facciones de narcotraficantes, las milicias comenzaron a imponer toques de queda y las reglas estrictas en las comunidades, bajo pena de sanción en caso de violar las reglas.

## Los ataques diciembre de 2006
Entre el 27 y el 31 de diciembre de 2006, las facciones de narcotraficantes lanzaron una serie de ataques contra la policía y civiles a lo largo de la ciudad, en represalia por el avance de las milicias. Los traficantes incendiaron autobuses y lanzaron bombas a edificios públicos. Diecinueve personas murieron, diez civiles, dos policías y siete delincuentes. En un incidente, murieron siete personas quemadas cuando el autobús en el que viajaban. Dos pasajeros murieron después en el hospital debido a la gravedad de sus quemaduras y otras 14 resultaron gravemente heridas. La policía arrestó a tres hombres e incautó armas de fuego, granadas y municiones. La policía reaccionó de la misma manera matando a más de un centenar de sospechosos por los atentados.

## Repercusión
Desde entonces, el día 1 de enero de 2007 el gobernador Sérgio Cabral reconoció la creciente amenaza de las milicias al poder estatal. El Secretario de Seguridad Pública, José Mariano Beltrame, jefe de la Policía Militar confirmó su existencia y comenzó las investigaciones de los agentes de policía sospechosos de haber participado en actividades ilegales relacionadas con estas milicias.
El gobernador Cabral declaró en febrero de ese año, independientemente de tener o no una orden de captura, detener a cualquier ciudadano vinculado a los poderes paralelos como el tráfico y las milicias. El gobierno anterior de Rosinha Garotinho, no reconoció la existencia de los grupos paramilitares.
En ese momento, la policía y los fiscales dijeron que la pertenencia a una milicia no constituía un delito según la ley brasileña, lo que no permitió a las milicias ser demandadas como grupo. Su propagación se produce libremente, lo que representa una seria amenaza para la estabilidad de la seguridad de cientos de miles de brasileños que viven en un asentamiento humano muy precario y otros barrios pobres de Río de Janeiro. Por otra parte, de acuerdo con la Constitución brasileña, el gobierno es quien debe ser responsable para el territorio, quedando prohibido el control por particulares o grupos.

## Cronología
En enero de 2007, los milicianos se enfrentaron en una guerra contra los traficantes en la favela Cidade Alta, en Cordovil, ocurriendo hasta acusaciones de que el grupo paramilitar contó con el apoyo de un policía militar para invadir la comunidad. El 4 de febrero, la milicia llegó a ocupar una favela, pero tres días más tarde fue recuperado por los traficantes de drogas del Comando Vermelho.
Entre diciembre de 2007 y marzo de 2008, la milicia mató a cinco traficantes cuando intentaban invadir la favela. 
En mayo de 2008, sucedió uno de los episodios más violentos. Milicianos que controlan las favelas en Agua Santa, secuestraron y torturaron a un grupo de periodistas del diario "O Dia", que estaban en el barrio haciendo un reportaje sobre las actividades de este grupo paramilitar. Los periodistas pasaron dos semanas bajo el poder de la milicia, pero fueron liberados con vida, sólo después de prometer no decir lo que pasó. La identidad de las víctimas sigue siendo un secreto -excepto el fotoperiodista Nilton Claudino- que se reveló en un artículo publicado en la revista Piauí, en agosto de 2011.
También en mayo de 2008, los milicianos libraron una guerra contra los traficantes del conjunto de favelas Penha, lo que se ha traducido en cerca de 10 muertes. Incluso los habitantes de barrios marginales fueron amenazados, y el presidente de la asociación de residentes de la fue secuestrado y no se lo volvió a ver. En el mismo mes, un policía fue asesinado por su investigación de la acción de las milicias en la favela Kelson. Él habría sido objeto de seguimiento en un supermercado en Recreio, barrio donde vivía, donde salió para tomar un café y fue fatalmente baleado en la nuca en la entrada del establecimiento. 
El 20 de agosto de 2008 sucedió una masacre en Carobinha, matando a incontables inocentes.
El año 2009 es el año en el que la Liga de la Justicia sale en las noticias, liderado por el policía Jerominho, cuyo símbolo es un personaje de Batman, con detenciones de miembros de la milicia.
Los traficantes de drogas y milicianos fueron expulsados cuando la UPP empieza a instalarse en las zonas dominadas por ellos. La acción de las milicias en Río de Janeiro se representa en detalle en la película Tropa de Élite 2.
El 28 de septiembre de 2012, se publicó en el Boletín Oficial (DOU) una ley que tipifica como delito la formación de milicias o paramilitares (Ley 12.720 de 2012), promulgada por la presidenta Dilma Rousseff. El texto de la ley, aprobado por el Congreso prevé penas de prisión de cuatro a ocho años para aquellos que constituyen, organicen, integren, mantenengan o financien escuadrones paramilitares, milicias o grupos con el fin de cometer delitos. La pena puede ser mayor si un delito como asesinato es cometido por las milicias bajo el pretexto de ofrecer un servicio de seguridad. En este caso, la sanción puede aumentarse desde un tercio a la mitad. El proyecto PLC 137/2008 de la ley la creó el diputado Luiz Couto (PT-PB).

## Infiltraciones en la política
Varios políticos en Río de Janeiro tienen notorios vínculos con la milicia, aunque ninguno ha sido juzgado y condenado. Dos concejales locales llegaron a ser detenidos en 2007 y 2008 por vínculos con grupos paramilitares: Nadinho de Rio das Pedras y Jerominho. Por otra parte, el hermano de Jerominho, el representante estatal Natalino también acusado de integrar una milicia, fue atrapado con las manos en la masa después de intercambiar disparos con la policía en su casa en la Zona Oeste de Río. Su detención fue ordenada por la Asamblea Legislativa de Río de Janeiro. El congresista renunció a fines de 2008 para escapar de un juicio político que conduciría a la pérdida de sus derechos políticos.
En 2008, varios políticos fueron citados a declarar ante la Comisión Parlamentaria de Investigación (CPI), acusados de estar involucrados con las milicias, incluyendo a los candidatos para concejal Nadinho de Rio das Pedras, Cristiano Girão, Marina Maggessi y el diputado y ex secretario de Seguridad Marcelo Itagiba.
La hija de Jerominho, Carminha Jerominho, (PTB), después de haber sido detenida y trasladada a una prisión de máxima seguridad, podría asumir el cargo de concejal. Carminha fue elegida con 22.049 votos, a pesar de que las investigaciones de la prensa y la acusan de ser una de las involucradas.

## Facciones
Las milicias también tienen sus facciones. La más conocida de ellas es la Liga de la Justicia, que está simbolizada por el escudo de Batman. Pertenecen a la milicia, de acuerdo con las investigaciones oficiales, políticos y Natalino Jerominho.
Hay pocos registros de las guerras entre los milicianos, y el caso que tuvo repercusión hasta entonces fue el asesinato del jefe de Rio das Pedras, el inspector Félix Tostes. Este caso fue motivado por una disputa entre los miembros de las milicias de las facciones rivales.
En enero de 2009, se inició una serie de asesinatos entre los líderes de las distintas facciones. Por ejemplo, una guerra entre facciones en agosto de 2008: la policía había descubierto el plan de la Liga de la Justicia de matar milicianos de la milicia rival. El día 5 del mismo mes un miembro de la Liga de la Justicia, acusado por la CPI, fue asesinado posiblemente por miembros de su propia milicia, ya que, trabajando como oficial de policía, participó en la detención de Natalino.

### Expansión para otros estados
Em 2016, la acción de milicianos ya se había expandido para otros estados además de Rio de Janeiro. Fue identificado el fenómeno en Pará, São Paulo, Bahia, Ceará, Minas Gerais, Goiás, Mato Grosso, Mato Grosso do Sul y otros estados brasileños.

## En la cultura
- La película brasileña Tropa de élite 2 muestra las relaciones entre las milicias y la política.
- En la película Fast Five también se ve la relación entre milicia y la política.
- En el videojuego Call of Duty: Modern Warfare 2, la Task Force 141 se enfrenta a la milicia para encontrar a un tráficante de armas